# Aprostocetus domenichinii
Aprostocetus domenichinii är en stekelart som först beskrevs av Erdös 1969.  Aprostocetus domenichinii ingår i släktet Aprostocetus, och familjen finglanssteklar. Arten är reproducerande i Sverige.